# 기쿠마정
기쿠마정(菊間町)은 에히메현 도요지방에 있던 정이다.
2005년 1월 이마바리시와 기쿠마쵸를 포함한 오치군 12정촌에서의 신설 합병에 의해 신: 이마바리시의 일부가 되었다.예로부터 기쿠마 기와의 생산으로 알려진 것 외에 태양 석유 주식회사가 있어 공업 제품 출하액도 많다.

## 지리
마쓰야마시와 이마바리시의 중간, 이마바리시의 최서단에 위치했었다.

## 역사
- 마쓰야마 번에 속했고, 역참 마을로 발전하였고, 17세기 중반에는 이미 하마촌에 상공업이 번성하고 있었다.
- 1863년 - 마쓰야마번은 막부에 명당해 여러 나라에 대비해 연안 방어를 위해 포대를 설치하라는 명령을 받았고, 당촌을 포함한 마을에서 마을 사람들이 징용되어 10월 착공.
- 1889년 12월 15일 - 정촌제 시행에 의해 노마군 기쿠마촌, 가센촌, 가메오카촌이 성립하였다.
- 1908년 - 정으로 승격해, 기쿠마정이 되었다.
- 2005년 1월 16일 - 이마바리시와 오치군 11개정촌의 합병으로 신 이마바리시가 되어 기쿠마정은 소멸하였다.

## 교통

### 철도
- 시코쿠 여객철도 요산선

### 도로
- 국도 196호선